# Ruth Pfau
Ruth Katherina Martha Pfau, född 9 september 1929 i Leipzig, död 10 augusti 2017 i Karachi, var en katolsk ordenssyster (Filles du Cœur de Marie) och lepraläkare i Pakistan.
1961 flyttade hon från Tyskland till Pakistan, där hon jobbade i 55 år mot sjukdomen lepra. Pfau var känd som "Pakistans Moder Teresa" och var med och grundade 157 leprakliniker. 1988 blev hon Pakistansk medborgare.
I Karachi finns Fazaia Ruth Pfau Medical College och Dr. Ruth K.M. Pfau, Civil Hospital Karachi, båda döpta efter Pfau.
Pfau föddes 1929 som den fjärde av fem döttrar. Hon lämnade Leipzig 1949 och följde med sin far till den så kallade Trizonen, som samma år förenats till Förbundsrepubliken Tyskland. Efter att ha gjort abitur började hon som 19-åring studera medicin i Mainz, och slutförde sina studier vid Philipps-Universität Marburg med medicine doktor-grad. Under studieåren blev hon kristen. Under inflytande från filosofen Josef Pieper lät hon döpa sig 1951 och blev medlem av den lutherska kyrkan. Hon konverterade 1953 till katolicismen.
Hon skrev flera böcker om arbetet mot lepra, bland annat boken To Light A Candle.

## Utmärkelser
- Sitara-e-Quaid-i-Azam,  1969
- Förtjänstkors 1:a klass av Förbundsrepubliken Tysklands förtjänstorden,  5 augusti 1969
- Hilal-i-Imtiaz,  1979[14]
- Förbundsrepubliken Tysklands förtjänstorden - stora kommendörskorset med stjärna,  1985
- Hedersmedborgare,  1988
- Hilal-e-Pakistan,  1989[5]
- Damien-Dutton Award,  1991[15]
- Ramon Magsaysaypriset,  2002[16]
- Itzel-Preis,  2003[17]
- Jinnah Award,  11 april 2003[18]
- Hedersdoktor,  2004[19]
- Albert-Schweitzer-Preis,  2004
- Marion Dönhoff Preis,  2005[20]
- Nishan-i-Quaid-i-Azam,  14 augusti 2010[21]
- Bambipriset,  2012[22]
- Hedersdoktor vid Freiburgs universitet,  2014[23]
- Klaus Hemmerle-priset,  2014[24]
- Staufermedaille,  2015[25]

[Redigera Wikidata]